# Comunità montana Montepiano Reatino
La Comunità montana Montepiano Reatino è una delle comunità montane del Lazio, sita in provincia di Rieti.

## Comuni
Consta di dodici comuni:
- Cantalice
- Cittaducale
- Colli sul Velino
- Contigliano
- Greccio
- Labro
- Leonessa
- Monte San Giovanni in Sabina
- Montenero Sabino
- Morro Reatino
- Poggio Bustone
- Rivodutri